# هارویا فوجی
هارویا فوجی (انگلیسی: Haruya Fujii؛ زادهٔ ۲۶ دسامبر ۲۰۰۰) بازیکن فوتبال است.
از باشگاه‌هایی که در آن بازی کرده‌است می‌توان به باشگاه فوتبال ناگویا گرامپوس اشاره کرد.